# Hauterive (Neuchâtel)
Pour les articles homonymes, voir Hauterive.
Hauterive est une ancienne commune suisse et actuelle localité de Laténa, située dans le canton de Neuchâtel, dans la région Littoral.

Vue aérienne de 1000 m par Walter Mittelholzer (1926)

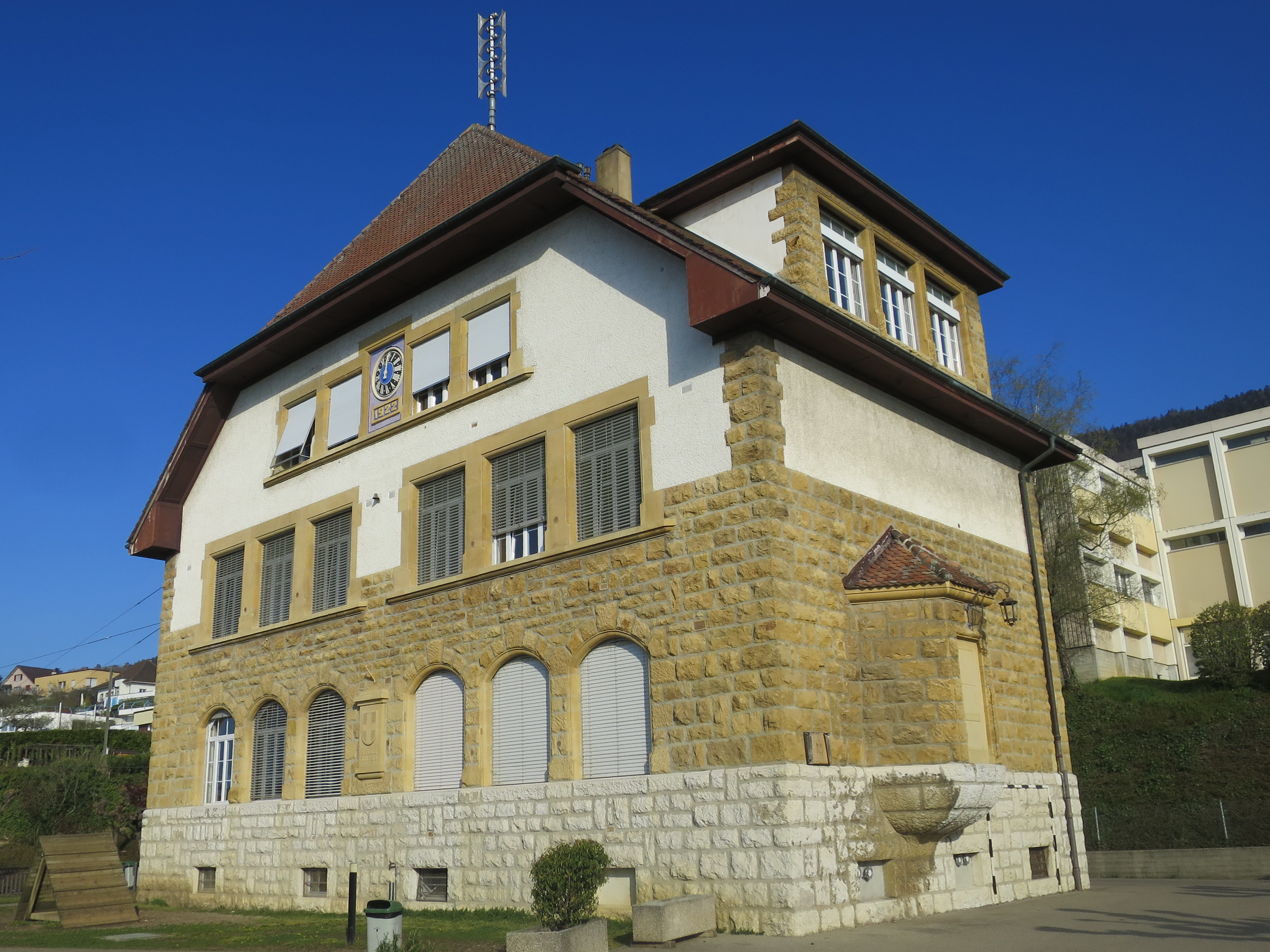
L'ancien collège construit en 1922 et son excroissance abritant une cabine de projection

## Histoire
Hauterive est cité pour la première fois vers 1143 sous le nom arta ripa, à propos des limites de l'abbaye Saint-Michel du lieu-dit Fontaine-André. C'est alors un petit village relié par un sentier à La Coudre d'un côté, et à Voëns de l'autre.
Une école est mise en place en 1661, pour les enfants du village et ceux de La Coudre. La salle de classe se situait au-dessus du four banal, avec le logement du régent.
Le 26 novembre 2023, les habitants acceptent, à 76,9 %, de fusionner avec les communes d'Enges, La Tène et Saint-Blaise afin de créer la nouvelle commune de Laténa. La fusion sera effective au 1er janvier 2025.

## Géographie
Selon l'Office fédéral de la statistique, Hauterive mesure 2,12 km2ce qui en fait la commune la plus petite du canton de Neuchâtel. 29,6 % de cette superficie correspond à des surfaces d'habitat ou d'infrastructure, 11,6 % à des surfaces agricoles, 58,8 % à des surfaces boisées et 0,0 % à des surfaces improductives.
La commune est limitrophe de Neuchâtel et Saint-Blaise.

## Démographie
Selon l'Office fédéral de la statistique, Hauterive compte 2 669 habitants fin 2023. Sa densité de population atteint 1 259 hab./km2.
Le graphique suivant résume l'évolution de la population de Hauterive entre 1850 et 2020, :

## Culture
- Laténium - Parc et musée d'archéologie de Neuchâtel, de préhistoire et d'histoire, jusqu'au Moyen Âge. Des découvertes archéologiques importantes (sous terre voire dans le lac) ont eu lieu récemment. Le musée porte le nom de Laténium en hommage à La Tène qui, d'Irlande à la Roumanie, désigne la civilisation celtique du deuxième âge du fer.
- Galerie 2016 - Galerie d'art situé dans le bâtiment communal abritant le four banal.

## Architecture scolaire
Le village possède quatre bâtiments scolaires représentatifs de l’évolution de l’architecture scolaire villageoise régionale.

### Premières écoles
En 1661, une salle classe est aménagée au-dessus du four banal, évitant aux écoliers de devoir se rendre à Saint-Blaise pour acquérir les bases de la lecture et du calcul. Appelée aujourd'hui Maison des Arcades, cette construction villageoise se dresse encore au nord de la place du village,.
En 1832, les autorités communales font édifier un bâtiment qui remplit plusieurs fonctions: buanderie, boucherie et remise au rez-de-chaussée et salle de classe à l’étage. D'une architecture simple et fonctionnelle, l'édifice satisfait aux besoins du village jusqu'à ce que l'essor démographique et les nouvelles exigences scolaires ne poussent les autorités à édifier un "collège". Il s'agissait notamment d'éviter le mélange des fonctions. L'ancienne école est alors reconvertie en siège de l'administration communale,.

### "Ancien collège"
Au début des années 1920, les autorités confient à l'architecte Charles-Henri Matthey la construction d'un "collège" à la pointe de la modernité. En sus du programme scolaire de base (salles de classe ordinaires et spéciales, vestiaires, installations sanitaires et logement du concierge), le bâtiment comporte des équipements à la pointe de la modernité comme des douches en sous-sol et un équipement de "cinématographe" comprenant une cabine de projection qui forme une excroissance sur la façade orientale. Perché sur la colline et bien visible depuis le lac, la nouvelle construction s'inscrit dans la lignée des collèges Heimatstil de Suisse romande. En sus de ses généreux volumes, de sa vaste toiture, de ses percements aux références régionales, l'architecte a fait un très large usage de l'emblématique calcaire jaune local qui contraste avec la modernité de l'ossature,. Le bâtiment est démoli en octobre-novembre 2024 pour laisser place à une nouvelle construction.

### "Nouveau collège"
Au cours des années 1960, l'essor démographique est tel que l'édification d'un bâtiment neuf à proximité immédiate de l'ancien est devenue incontournable. Supervisée par l'architecte Robert Monnier, son architecture s'inscrit dans la droite ligne de l'école nouvelle des Trente Glorieuses, par sa disposition en ailes de moulin, la distribution des espaces intérieurs et l'importance de ses surfaces vitrées, sans oublier les choix constructifs, une préfabrication lourde qui constituait une première en Suisse romande. Les quarante et un modules tridimensionnels qui composent l'école sont en effet fabriqués à Bösingen (FR), acheminés par la route et montés en trois jours à Hauterive en mars 1968,,,.
En sus de ces bâtiments emblématiques, une classe enfantine au port d'Hauterive et un centre sportif aux Vieilles carrières complètent les infrastructures communales à la fin des années 1960 et au début de la décennie suivante. En 2004, une ancienne usine désaffectée est rachetée par la Commune pour accueillir des classes supplémentaires aux Jardillets. Le bâtiment est démoli en octobre-novembre 2024 pour laisser place à une nouvelle construction. 

## Transports
- Bus de la ville de Neuchâtel
- Débarcadère pour les bateaux de ligne

## La pierre d'Hauterive
Voir Pierre d'Hauterive